# ドラGO!
『ドラGO! -DRIVE A GOGO!-』（ドラゴー!）は、1998年10月4日から2016年9月25日までテレビ東京ほか系列局で放送されていた旅行バラエティ番組である。開始当初から2013年3月31日までは『ドライブ A GO!GO!』（ドライブ・ア・ゴー!ゴー!）のタイトルで放送され、2013年4月7日から「ドラGO!」に改題された。

## 概要
この番組は毎週男女有名人ゲスト2組、もしくは3人 - 5人組が日本全国各地の名所やお店をドライブしながら巡るのがコンセプトである。
地上波以外ではCATV・CS放送のチャンネル「GAORA」（毎日放送系列）でも放送されている。以前は、BSジャパン及び独立UHF局の岐阜放送で同時ネット放送していた。2010年4月4日放送分からハイビジョン放送開始。字幕放送はテレビ東京系列地上波局のみ実施していた。

### リニューアル

#### 2009年4月改編
2009年4月19日の放送より、ナレーション（本番組では“ドライブDJ”と称す）が放送開始当初より担当していた高木理恵から、フリーアナウンサーの大神いずみに交代（後に産休のため代役を起用）。そして2011年10月より番組終了までお笑いタレントの柳原可奈子が担当していた。また、それらに伴って番組自体もオープニング曲などやテロップのリニューアルを実施していた。

#### 『ドラGO! -DRIVE A GOGO!-』へ
2013年4月7日放送分からは『ドラGO! -DRIVE A GOGO！-』としてリニューアルされた。番組の基本となる構成（メインスポンサー、タレントの出演パターン、使用車両の紹介等）は前番組より引き継ぐものの、新たに「可奈子のドラぶら！」が新設された。
さらに、以前は特別回のみで見られた演出（オープニングにて出演者がクルマに乗り込むシーンから番組がスタートしたり、車両の走行シーンを多めに挿入するなど）が新たに加えられて「ドライブ番組」であることを一層強調した場面構成へと変わった。さらに使用車両を紹介するコーナーにおいても車両の特徴を以前よりも詳しく紹介したり、映像にも車両をより美しく“魅せる”カットを多用するなど視聴者に「クルマの魅力」がダイレクトに伝わるような構成へと変化していた。
オープニングで流れるエンジン始動音は86、直後に流れるダッシュボードのイラストはプリウス（3代目）、「可奈子のドラぶら!」のコーナーで使われていたダッシュボードのイラストはアルファード（2代目）＆ヴェルファイア（初代）と、各ジャンルで人気の高いトヨタ車が「出演」していた。
2016年9月18日に次週に放送終了することが発表された。9月25日は総集編で、「ドライブA GO! GO!」時代からの映像をダイジェストで放映する内容になった。ナレーションを務めた柳原可奈子も出演した。これに伴い、1998年10月から始まった「ドライブA GO! GO!」シリーズは18年の放送にピリオドを打った。

### 構成
- オープニング

タイトルCG。テーマ曲はないが、出演者ごとに決められたイメージBGMが流される。ロケ場所の説明ののち、出演者が車両に乗り込むシーンが挿入される。
- ドライブ、スポット探訪

ロケ車両を出演者が運転し、スポットを巡る。運転中の様子は車載カメラによって撮影され、「次は〇〇へ行こう」などと会話することで番組を進行させる。
- 車両紹介（後述）
- 可奈子のドラぶら!（2013年4月7日 -　）

ナレーション担当の柳原可奈子がロケ地周辺のドライブスポットをナビゲートするミニコーナー。画面はトヨタ車の車内（2代目アルファード）を模した映像となっており、柳原もイラストにて登場した。このコーナーのみ本編出演者のシーンとは別途に撮影される。このコーナーでは取材対象とBGMのタイトルが“ダジャレ”になっているのが通例である。2015年10月の1か月間のみ休止されたが、11月6日放送分より復活した。
- エンディング、次回予告

スタッフクレジットとともに「ルートのおさらい」と銘打ち、出演者が訪れたスポットを再度紹介。名称、電話番号、地図が表示される。スポットごとに、本編でカットされた映像が流れる。
次回の放送内容と登場車両を紹介して終了となる。

### 主な出演者
近年は主に「男性タレント1名 - 2名」と女性アイドル」1人の3人以上で構成される出演パターンに固定され、かつ出演タレントも（ほぼ）固定されていたが、2015年10月以降より出演パターンや出演者にも変化が出始めている（若手女性タレント3名、若手男性タレント1名＋若手女性タレント2名など）。
放送終了時点での主な出演者：以下の出演者（＋女性アイドル）で構成され、その出演者に応じたシリーズものの企画内容となっていた。
- 彦摩呂&渡辺裕太：「スタミナ街道ドライブ」
- ヒデ（ペナルティ）&さかなクン：「水族館ドライブ」
- JOY&植野行雄：日本の魅力再発見ドライブ
- 東貴博&片岡安祐美（東と片岡の2人のみ）：「日本一ドライブ」
- 井森美幸&男性芸人コンビ：「商店街巡りドライブ」
- NON STYLE&島崎和歌子：看板娘探しドライブ
- アンガールズ：バックヤードツアー
- つるの剛士&山崎樹範or金子貴俊：「大人の隠れ家ドライブ」など

## 特別回

### 2006年
お正月に番組史上初となる2時間のスペシャル版を放送。3組のペアとなった男女ゲストがそれぞれ分散し富士山周辺のドライブスポットをナビゲートした。

### 2009年
3月29日放送回では「特別編」と題し、ゲストにミス・ユニバース世界大会1位の森理世と同2位の知花くららを招いて通常のドライブ A GO!GO!とは趣を異にするセレブレティな内容の番組がオンエアされた。こちらは通常のトヨタブランド車に代わってレクサスブランド車が使われるなど、“番組史上初”が多く見られた回であった（詳細は「番組で使用される車両」の項を参照）。

### 2013年
8月18日放送回では、8月18日の後継番組『モヤモヤさまぁ〜ず2』とのコラボ企画として、さまぁ〜ずがゲスト出演し「さまぁ〜ず 大人の夏休み!富士山麓1時間スペシャル!」（共演：ザ・たっち、新井恵理那、佐野ひなこ）と題したロングバージョンの特別編が放送された。
12月29日放送回は「特別編・TOYOTA 86ドライブ」と題し、スペシャルゲストに音楽業界屈指のカーマニアとして知られるクレイジーケンバンドの横山剣と、こちらも女性タレント随一のカーマニアである南明奈を招いて横山が地元である神奈川のお気に入りドライブスポットを、トヨタのラインナップで唯一（2013年当時）となるピュア・スポーツカーの「86」に乗ってドライブに出かけるという内容であった。通常回のドラGO!では決して見ることはない出演者による車両のインプレッション（乗り心地やエンジンサウンド、走行性能など）や、クルマ好きの横山と南がスポーツカーやドライブの魅力について熱く語りあうなど、通常回とは異なり「クルマの魅力」や「ドライブの楽しさ」にフォーカスを当てた内容の特別編が放送された。

### 2014年
9月7日放送回は「特別編」とは公式に銘打っていないものの、内容はそれに準ずるものが放送された。出演者は「特別編・TOYOTA 86ドライブ」（2013年12月29日放送）でナビゲーターを務めたクレイジーケンバンドの横山剣で、今回は自身の友人であるタレントの山口智充と森下千里を引き連れ、3人の所縁の地である愛知県をドライブするという内容であった。その道中で3人はクルマやバイクが共通の趣味ということもあってトヨタ博物館を訪問している。番組中ではトヨタの名車を中心に他の国産メーカーや海外メーカーの名車も数多く紹介され、とくに業界屈指のカーマニアである横山は「初めて訪問したトヨタ博物館で多くの名車に興奮し、つい番組収録だというのを忘れて見入ってしまった」と明かしている。なお、使用車両には通常回では登場しないハリアー（3代目モデル）が使われ、ドライバーは山口が務めている。

## 番組エピソード
一時期、温泉などの紹介時に-ドラ娘-と呼ばれた女性タレント（木舩香織等）も出演しており、また若手・ベテラン問わず有名俳優や女優、ミュージシャンやスポーツ選手、フリーアナウンサーなどといった文化人も出演するなど毎回バラエティに富んでいた。番組初の海外ロケ（グアムなど日本近郊の国や地域）を行ったこともある。もちろん使用されたクルマは現地仕様のトヨタ車であった。
2010年2月に発生したトヨタ自動車の「リコール騒動」の影響で、2月の放送では他のトヨタ自動車の単独提供番組と同様に、通常の商品CMに代わって「お詫びCM」がオンエアされた。そして2011年3月11日に発生した「東日本大震災」により、3月13日放送分はクレジットのみ、3月20日・3月27日放送分は表向きスポンサーなし（CMはACジャパンに全面差し替え）になったが、4月3日に復帰するも、この回のみトヨタ・AC各90秒ずつ。4月10日 - 4月24日放送分は、ACのCMが45秒のみ（15秒×3回）になり、5月1日放送分から全面トヨタのCMに戻した（のちに製品CMも再開）。
2015年10月の1か月間は、今まで本番組に起用されることがなかった出演者（美形の男女モデル等）が主に起用され、番組構成も一部変更（可奈子のドラぶら!を休止、画面のテロップのフォント変更等多岐にわたる）されるなど“新たな試み”が行われた。

## 番組で使用される車両
トヨタ自動車一社提供番組である（開始当初はトヨタを含む複数社提供だった）ため、出演者が番組内で目的地の移動に使用する車両はすべてトヨタ車であり、番組内では使用する車両も併せて紹介される。
｢グルメや観光を目的としたドライブ｣がコンセプトの番組ということもあり、主に「ファミリーカー」と呼ばれるクルマ（ミニバンやステーションワゴン、コンパクトカー）などが使われる。あくまでも出演者の移動手段として提供されているため、出演者が車に対して「乗り心地がいい」などのコメントを出すことはない。
かつてはアリストやプログレ、ランドクルーザープラドといった高価格車や、セリカやMR-Sといったスポーツカー、変わったところではロケ先の地元ディーラーが展開していたオリジナルパーツを組み込んだbBが登場するなど、出演者と同じく撮影車両もバラエティに富んでいた時期もあった。こうしてトヨタから新型車が発売されると、自動車雑誌等の取材にも使われる広報用車両が番組に貸し出されてトヨタの新型車をコマーシャルする役割も担っていたが、2008年4月以降の放送回からは地方でのロケはもちろん、東京近郊のロケであっても基本的にはレンタカー会社（トヨタレンタリース）所有の車両が使われている。
ただし、レンタル車両の「P5」（クラウン、クラウン・マジェスタ）、「HV3」（SAI、カムリ）、「HV4」（クラウン・アスリート＆ロイヤルハイブリッド）、「SP1」（トヨタ・86）クラスの車両は使用されず、また一部地域のトヨタレンタカーで扱われるアベンシス、FJクルーザー、プリウスPHVなどは原則として使われない。
しかし、ごく稀にではあるが以前（2008年4月以前）同様にトヨタ自動車が保有する広報車両が用いられたり、または一般ユーザー向け未発売の車両（プリウス・プラグインハイブリッド）やスポーツコンバージョンモデル「G's」などの特別仕様車も登場している。また、2016年にはハリアーの特別仕様車が使われ、ドラGO！としては初の特別仕様車の登場となった。
2009年3月29日にオンエアされた「特別編」では、スペシャルゲストにミス・ユニバース世界大会1位の森理世と2位の知花くららを招いたこともあり、2人が当時アンバサダーとして関わっていたトヨタのプレミアムブランド「レクサス（LEXUS）」の高級SUVである「RX」が使われた。レクサスブランド車の登場は当回が番組史上初であり、当回に限ってスポンサーが通常のトヨタからレクサスに差し替えられてレクサスのCMが流された。
なお2012年2月26日と3月4日のオンエアのみ、前述の車両紹介シーンが省かれている（そちらの2回はトヨタの主催するモバイルサービスとのタイアップ企画で、そちらが優先的に紹介されたため）。
｢ドラGO!｣と改称された2013年4月以降、東貴博と片岡安祐美がナビゲーターを務める「日本一ドライブ」シリーズでは、例外的に他の車種が使われることがあるものの、基本的には小型ミニバンのシエンタのハイブリッド車が使われている。通常は取材先で借りるレンタカーが使われるものの、稀にトヨタのカー用品通販サイト「ハピカラ」で取り扱うカー用品を組み込んだ特別仕様の広報車両が用いられることがある。
2013年12月29日にオンエアされた「特別編・TOYOTA 86ドライブ」では、共にカーマニアとして業界で広く知られる横山剣と南明奈をゲストに招き、かつ2人の希望ということもあってスポーツカーの「86」が使用された。「ドライブ A GO!GO!」の時代から数えて13年ぶり、また「ドラGO!」となってからは初となるピュア・スポーツカーが番組に登場した。
このように「特別回」（もしくはそれに準ずる回）として放送される場合は出演者だけではなく、撮影車両も通常回では使用されることがない車種が特別に用いられている。
最終回の前週（9月18日放送回、これが番組史上最後のロケとなる。）では「シエンタ・ハイブリッド」を使用した。これが番組で最後に使用された車種となった。

## スポンサー
一社提供以降の提供クレジットは、アニメーション演出の独特なものが使用されている。提供読みは当初はナレーションと同じ男性の声だったが、2005年7月から企業名の読みが「トヨタ自動車」から「トヨタ」に変更され、担当もテレビ東京アナウンサーに変更された。
2000年1月 - 2011年秋までの「Drive Your Dreams.」時代は飛び出すCGで表記したが、その後の「FUN TO DRIVE, AGAIN.」では提供表記が白絨毯にクレジットの表記を載せるクレジットに変更された。

## 再放送
テレビ東京系列では、2009年10月2日から2010年2月23日まで、平日11:30 - 12:00（ハッピーチャンネル枠）に同番組の再放送が行われていた。番組中には本放送当時の年月がテロップが出されるのはもちろん、本放送でのトヨタ自動車は再放送版に限って冠スポンサーに付かないため車両紹介コーナーやエンディングはカットされている。

## スタッフ
- ドライブDJ (ナレーション)：柳原可奈子、宮島史年（共に2011年10月 - 2016年9月）
- 構成：兵頭潤
- CAM (カメラマン)：佐々木健、寺内浩二、橋口和利、野澤慎二、田中智裕、中村敦
- VE (ビデオエンジニア)：荻原浩一、白峰秀治、吉原輝久、岩崎伸也、植木久梨子、黒川佳輔
- 車載CCD：岡賢治
- 編集：角田丈太郎、中村武、菊地和美
- MA：田村陽介
- 音効：平澤亜希（ - 2014年8月）・篠原光（2014年8月 - 2016年9月）（佳夢音）
- ヘア&メイク：おかもと技粧
- アシスタントディレクター：小野寺景、広瀬将平
- ディレクター：関昌志、小野貴之、本田史典、野中哲也、堀田陽介、山崎勝久、友松美和子、酒井完慈（酒井→以前はアシスタントディレクター）
- プロデューサー：高砂佳典（テレビ東京）、中村準一
- 車輌協力：M・BROS
- 技術協力：ハートビーツ、LOOP、マイシャ、千代田ビデオ、3one、RAMECA RAMECA、テクニカルアート
- 製作：テレビ東京、nexus
- エンディングテーマ：
  - ｢箱根スカイライン｣クレイジーケンバンド（2013年7月 - 2014年7月）
  - ｢ドライヴ！ドライヴ！ドライヴ！｣クレイジーケンバンド（2014年8月 - 2016年9月）

### 過去のスタッフ
- ドライブDJ (ナレーション)
  - 高木理恵（ - 2009年4月12日）
  - 大神いずみ（2009年4月19日 - 2010年6月、産休のため降板）
  - 沼田芙由美（大神の産休による代役、2010年7月 - 2011年9月）
  - 西田紘二（2009年4月 - 2011年9月）
- プロデューサー：中原健一→斎藤勇→平山大吾→内田久善→村上徹夫（テレビ東京）

## 各地の放送時間

### 放送終了時のネット局
| 放送対象地域   | 放送局         | 系列                  | 放送日時                    | 遅れ       |
| -------------- | -------------- | --------------------- | --------------------------- | ---------- |
| 関東広域圏     | テレビ東京     | テレビ東京系列        | 日曜 18:00 - 18:30          | 制作局     |
| 北海道         | テレビ北海道   | テレビ東京系列        | 日曜 18:00 - 18:30          | 同時ネット |
| 愛知県         | テレビ愛知     | テレビ東京系列        | 日曜 18:00 - 18:30          | 同時ネット |
| 大阪府         | テレビ大阪     | テレビ東京系列        | 日曜 18:00 - 18:30          | 同時ネット |
| 岡山県・香川県 | テレビせとうち | テレビ東京系列        | 日曜 18:00 - 18:30          | 同時ネット |
| 福岡県         | TVQ九州放送    | テレビ東京系列        | 日曜 18:00 - 18:30          | 同時ネット |
| 滋賀県         | びわ湖放送     | 独立局                | 火曜 10:30 - 11:00          | 遅れネット |
| 奈良県         | 奈良テレビ     | 独立局                | 火曜 17:29 - 17:58          | 遅れネット |
| 福島県         | 福島中央テレビ | 日本テレビ系列        | 不定期放送                  | 遅れネット |
| 石川県         | 北陸放送       | TBS系列               | 不定期放送                  | 遅れネット |
| 日本全国       | BSジャパン     | テレビ東京系列 BS放送 | 火曜 23:30 - 翌0:00         | 遅れネット |
| 日本全国       | GAORA          | CS放送                | 毎週土曜 毎週月曜（再放送） | 遅れネット |

### 過去のネット局
- テレビユー山形（TBS系列）
- テレビ新潟（日本テレビ系列、2000年4月から半年間のみ放送）
- 富山テレビ（フジテレビ系列、2009年4月から半年間のみ放送）
- テレビ和歌山（独立局）